# マイク・ザンビディス

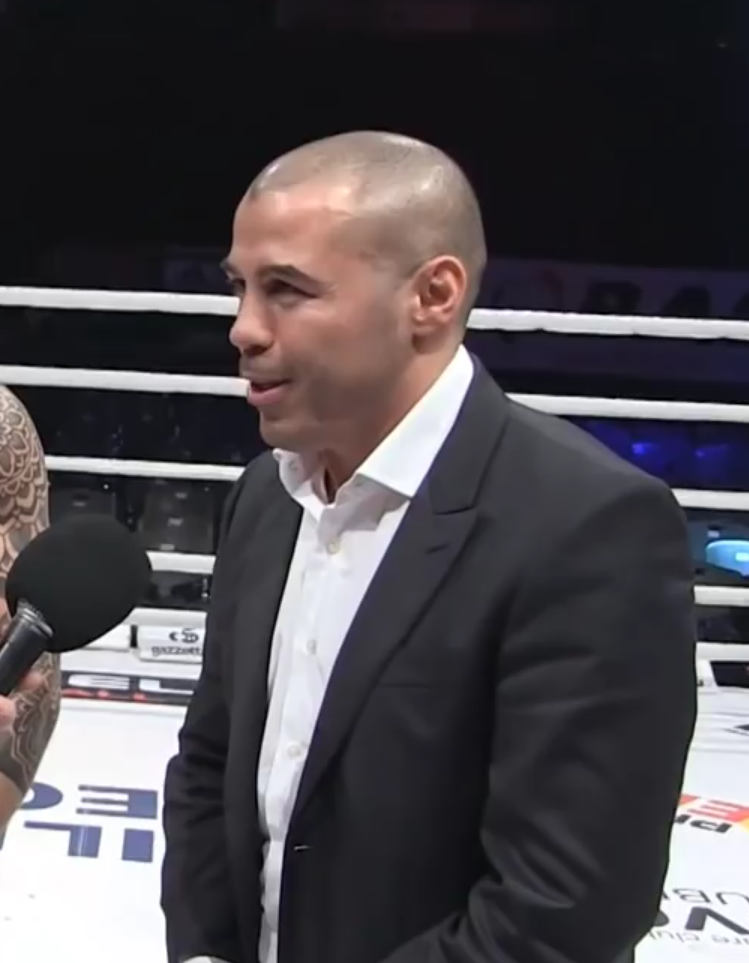
マイク・ザンビディス

マイク・ザンビディス（Mike Zambidis、1980年7月15日 - ）は、ギリシャの男性キックボクサー、プロボクサー。アテネ出身。元SUPERKOMBATミドル級王者。

## 来歴

### アマチュア時代
6歳まで体操をしていたザンビディスは、その後松濤館流空手を2年間経験し茶帯を獲得。
11歳の時に空手道場でキックボクシングの練習を開始。練習を始めて2か月程度で試合に参加し、キックボクシングのギリシャ・ジュニア王者のタイトルを獲得した。
15歳になる頃には既にキックボクサーとして大人とも対戦し、16歳でアマチュア戦歴は60戦48KOに達していた。
16歳から3年間アマチュアボクシングも経験。国内王者となり、ジュニアナショナルチーム入りを果たした。アテネオリンピックの際にはギリシャ代表候補にもなったが、K-1を優先させるために辞退した。
同時期、ギリシャで開催された「Best of the Best」75kgトーナメントに負傷して試合に参加できなくなった選手の代わりに参加。体重62kgではあったものの3試合を勝ち抜き優勝し、この時を境にプロキックボクサーとなることを決意。

### プロキックボクサー時代
2000年11月19日、オーストラリアで開催された「K-1 Oceania Star Wars 2000」のスーパーファイトに出場。スタン・ザ・マンが創設した世界オリンピックキックボクシング協会（WOKA）の世界スーパーウェルター級王者決定戦でバリス・ネジフと対戦。12RにレフェリーストップによるTKO勝ちで王座を獲得した。
2001年4月3日、オーストラリア・ビクトリア州メルボルンクラウンで行われたWAKOの防衛戦で、クロングサック・レック（タイ）を執拗なボディ攻撃で、8RにレフェリーストップによるTKO勝ちで同王座の防衛に成功する。
2001年11月11日、「K-1 WORLD MAX OCEANIA 2001」に出場。1回戦でマイク・コープに1RでTKO負けを喫した。
2002年11月26日、「K-1 WORLD MAX OCEANIA 2002」に出場。1回戦でビリー・マムーに2RKO勝ち、続く準決勝ではジェンク・ベヒックに3RKO勝ち、決勝ではジョン・ウェイン・パーを3R判定勝ちで下し優勝。
2003年2月18日、オーストラリア・メルボルンで開催された「NO RESPECT」でISKA世界スーパーウェルター級タイトルマッチ（2分12R）をニクラス・ヴィンベリ（スウェーデン）と行う。3Rに2度のスタンディングダウンを奪うと、直後に右フックでKO勝ちし、王座防衛を果たした。
2003年3月1日に来日。「K-1 WORLD MAX 2003 〜日本代表決定トーナメント〜」のスーパーファイトで、初代優勝者アルバート・クラウスと対戦し、2R右フックでKO勝ち。初代王者から奪った衝撃的なKO劇で名を高めた。
2003年5月17日、イタリア・ミラノで開催された「KING OF THE RING」のスーパーウェルター級トーナメントに出場し、3試合勝利し優勝。7月5日に「K-1 WORLD MAX 2003 〜世界一決定トーナメント〜」の1回戦で魔裟斗と対戦し終始優勢に試合を進めるも、ダウンを奪われ判定負け。
2004年4月7日、「K-1 WORLD MAX 2004 〜世界一決定トーナメント開幕戦〜」の1回戦でHAYATOと対戦。3Rに右フックでダウンを奪い判定勝ち。7月7日、「K-1 WORLD MAX 2004 〜世界一決定トーナメント〜」の準々決勝で小比類巻貴之と対戦、判定負け。8月にナソス・アルギロプロス（元ギリシャムエタイスーパーミドル級王者）を新しいトレーナーとした。
2004年11月28日、オーストラリア、メルボルンで開催された76kg級のワンデイトーナメント「A-1 World Combat Cup」に出場。1回戦でピート・スプラットに2RKO勝ち、準決勝でグルカン・オスカンに判定勝ち、決勝戦でプリンス・ハミッドに判定勝ちを収め、優勝を果たした。
2005年3月12日、シドニーで開催された「GREECE&SERBIA FIGHTS THE WORLD」のキング・オブ・ザ・リング世界ミドル級タイトルマッチで、ゴラン・ボロビッチ（クロアチア）を5Rに右フックでKOし、新王者となった。4月30日、フランスリヨンで開催された「A-1 World Combat Cup」に出場予定であったが、出場をキャンセルした。
2005年5月4日に「K-1 WORLD MAX 2005 〜世界一決定トーナメント開幕戦〜」のスーパーファイトに出場。山本"KID"徳郁と対戦、右フックで失神KO勝ち。
2005年7月20日、「K-1 WORLD MAX 2005 〜世界一決定トーナメント決勝戦〜」の準々決勝で魔裟斗と2年ぶりに再戦。3Rにダウンを奪われ、判定負け。
2005年11月7日、オーストラリアのメルボルンで開催された「NO RESPECT 3」にて、WKBF世界スーパーウェルター級王座に挑戦。カラ"ザ・スーパートルク"ムラット（トルコ）に5R3-0の判定勝ちで同王座を獲得。
2006年4月5日、「K-1 WORLD MAX 2006 〜世界一決定トーナメント開幕戦〜」の1回戦で佐藤嘉洋と対戦、判定負け。
2006年6月28日、K-1 WORLD MAX 2007 〜世界一決定トーナメント開幕戦〜の1回戦でドラゴに延長判定勝ち。
2007年10月3日、「K-1 WORLD MAX 2007 〜世界一決定トーナメント決勝戦〜」の準々決勝でアルトゥール・キシェンコに延長判定負け。終始キシェンコのリーチとブロックワークに苦戦していた。
2008年3月3日、オーストラリア・メルボルンのボーダフォンアリーナで行われた、「NO RESPECT 4」のA1世界ミドル級タイトルマッチでダニエル・ドーソンと対戦。判定勝ちした。
2008年4月9日、K-1 WORLD MAX 2008のトーナメント1回戦で前年度王者のアンディ・サワーと対戦。延長Rまで縺れ込むも、最後は左ハイキックでKO負け。
2008年7月7日、K-1 WORLD MAX 2008のトーナメント敗者復活戦でアルバート・クラウスと対戦し、3R終了時、左目カットによるTKO負け。
2009年5月8日、オーストラリア・メルボルンで開催された「It's Pay Back Time」でジョン・ウェイン・パーと再戦し、5R判定負け。
2009年11月20日、War of the Worldsにてジャバル・アスケロフと対戦し、2-0の判定勝ちを収めた。
2010年10月3日、K-1 WORLD MAX 2010 FINAL16でシャヒッドと対戦し、両者ダウンを奪い合う激闘となり、延長Rに右フックでダウンを奪い3-0の判定勝ちを収めた。
2010年11月8日、K-1 WORLD MAX 2010 FINALの準々決勝で長島☆自演乙☆雄一郎にKO勝ちするも、続く準決勝でジョルジオ・ペトロシアンに0-3の判定負けを喫した。
2015年5月1日、自身のFacebookで6月に母国ギリシャで引退試合を行なうことを発表。
2015年6月27日、ギリシャのアテネで引退試合を行いスティーブ・モクソンに判定勝ち。
2019年3月23日、復帰をしてボクシングの公式戦でアントニオ・ゴメスと対戦し判定勝ち。

## 戦績

### プロキックボクシング
| キックボクシング 戦績 | キックボクシング 戦績 | キックボクシング 戦績 | キックボクシング 戦績 | キックボクシング 戦績 | キックボクシング 戦績 | キックボクシング 戦績 |
| --------------------- | --------------------- | --------------------- | --------------------- | --------------------- | --------------------- | --------------------- |
| 181 試合              | (T)KO                 | 判定                  | その他                | 引き分け              | 無効試合              |                       |
| 157 勝                | 87                    |                       |                       | 0                     | 0                     |                       |
| 24 敗                 | 7                     |                       |                       | 0                     | 0                     |                       |

| 勝敗 | 対戦相手                                 | 試合結果                             | 大会名                                                                            | 開催年月日     |
| ○    | スティーブ・モクソン                     | 5R終了 判定                          | Iron Challenge                                                                    | 2015年6月27日  |
| ○    | エルカン・ヴァロル                       | 5R終了 判定                          | Iron Challenge 2015                                                               | 2015年5月9日   |
| ○    | Harun Kina                               | 5R KO                                | Iron Challenge                                                                    | 2015年1月17日  |
| ×    | バツ・ハシコフ                           | 5R終了 判定1-2                       | Fight Nights: Battle of Moscow 15                                                 | 2014年3月28日  |
| ×    | シュー・イェン                           | 3R終了 判定0-3                       | Hero Legends                                                                      | 2014年1月3日   |
| ○    | Harun Kina                               | 3R終了 判定3-0                       | SUPERKOMBAT VIP Edition                                                           | 2013年8月31日  |
| ×    | マーセル・グローエンハート               | 2R TKO（ドクターストップ）           | K-1 WORLD MAX 2012 【準決勝】                                                     | 2012年12月15日 |
| ○    | リース・マカリスター                     | 3R終了 判定3-0                       | K-1 WORLD MAX 2012 【準々決勝】                                                   | 2012年12月15日 |
| ○    | シャヒッド・オラド・アラフ               | 3R 1:34 KO                           | K-1 WORLD MAX 2012 【1回戦】                                                      | 2012年5月27日  |
| ○    | ファディ・メルザ                         | 3R終了 判定3-0                       | Iron Challenge                                                                    | 2012年4月29日  |
| ×    | バツ・ハシコフ                           | 1R 1:51 TKO（ドクターストップ）      | W5                                                                                | 2011年11月5日  |
| ○    | Danila Utenkov                           | 3R終了 判定3-0                       | Kings of the Ring                                                                 | 2011年10月1日  |
| ×    | ジョン・ウェイン・パー                   | 1R TKO                               | Payback Time: "The Decider"                                                       | 2011年5月27日  |
| ○    | ジャバル・アスケロフ                     | 3R終了 判定3-0                       | W5 Grand Prix K.O 【決勝】                                                        | 2011年4月9日   |
| ○    | Enriko Gogokhia                          | 延長R終了 判定3-0                    | W5 Grand Prix K.O 【準決勝】                                                      | 2011年4月9日   |
| ○    | アリ・グンヤー                           | 5R終了 判定                          | Iron Challenge                                                                    | 2011年3月12日  |
| ×    | ジョルジオ・ペトロシアン                 | 3R終了 判定0-3                       | K-1 WORLD MAX 2010 -70kg World Championship Tournament FINAL 【準決勝】           | 2010年11月8日  |
| ○    | 長島☆自演乙☆雄一郎                       | 3R 0:53 KO（2ノックダウン）          | K-1 WORLD MAX 2010 -70kg World Championship Tournament FINAL 【準々決勝】         | 2010年11月8日  |
| ○    | シャヒッド                               | 延長R終了 判定3-0                    | K-1 WORLD MAX 2010 IN SEOUL -70kg World Championship Tournament FINAL16 【1回戦】 | 2010年10月3日  |
| ○    | ウォーレン・スティーブルマンズ           | 3R終了 判定3-0                       | Kickboxing Superstar XIX                                                          | 2010年3月20日  |
| ○    | ジャバル・アスケロフ                     | 5R終了 判定2-0                       | War of the Worlds                                                                 | 2009年11月20日 |
| ×    | 日菜太                                   | 3R終了 判定0-3                       | K-1 WORLD MAX 2009 World Championship Tournament FINAL                            | 2009年10月26日 |
| ×    | ジョン・ウェイン・パー                   | 5R終了 判定0-3                       | Payback Time                                                                      | 2009年5月8日   |
| ○    | ラッサン・ムハーブ                       | 3R終了 判定                          | Athletic Club "Minoas"                                                            | 2009年1月31日  |
| ×    | アルバート・クラウス                     | 3R終了時 TKO（左まぶたカット）       | K-1 WORLD MAX 2008 World Championship Tournament FINAL8 【敗者復活戦】            | 2008年7月7日   |
| ○    | セーネル・マースリック                   | 3R 2:00 TKO（レフェリーストップ）    | Iron Challenge                                                                    | 2008年6月23日  |
| ×    | アンディ・サワー                         | 延長R 2:05 KO（左ハイキック）        | K-1 WORLD MAX 2008 World Championship Tournament FINAL16 【1回戦】                | 2008年4月9日   |
| ○    | ダニエル・ドーソン                       | 5R終了 判定2-1                       | NO RESPECT 4 【A1世界ミドル級タイトルマッチ】                                     | 2008年3月3日   |
| ○    | ベルナルド・マーバン・デラホーラ         | 3R 1:05 KO（右フック）KO             | UrbanFighter                                                                      | 2007年12月9日  |
| ×    | アルトゥール・キシェンコ                 | 延長R終了 判定0-3                    | K-1 WORLD MAX 2007 〜世界一決定トーナメント決勝戦〜 【準々決勝】                  | 2007年10月3日  |
| ○    | ドラゴ                                   | 延長R終了 判定3-0                    | K-1 WORLD MAX 2007 〜世界一決定トーナメント開幕戦〜 【1回戦】                     | 2007年6月28日  |
| ○    | 武田幸三                                 | 3R終了 判定3-0                       | K-1 WORLD MAX 2007 〜世界最終選抜〜                                               | 2007年4月4日   |
| ○    | TATSUJI                                  | 3R終了 判定3-0                       | K-1 WORLD MAX 2006 〜世界王者対抗戦〜                                             | 2006年9月4日   |
| ×    | 佐藤嘉洋                                 | 3R終了 判定0-3                       | K-1 WORLD MAX 2006 〜世界一決定トーナメント開幕戦〜 【1回戦】                     | 2006年4月5日   |
| ○    | マイケル・ハンスグット                   | 3R終了 判定                          | Great Kickboxing Spectacle in Athens                                              | 2006年3月12日  |
| ×    | ブアカーオ・ポー.プラムック              | 3R終了 判定0-3                       | K-1 WORLD MAX 2006 〜日本代表決定トーナメント〜                                   | 2006年2月4日   |
| ○    | カラ"ザ・スーパートルク"ムラット         | 5R終了 判定3-0                       | NO RESPECT 3 【WKBF世界スーパーウェルター級タイトルマッチ】                       | 2005年11月7日  |
| ○    | 鈴木悟                                   | 2R 1:17 KO（右ローキック）           | K-1 WORLD MAX 2005 〜世界王者対抗戦〜                                             | 2005年10月12日 |
| ×    | 魔裟斗                                   | 3R終了 判定0-3                       | K-1 WORLD MAX 2005 〜世界一決定トーナメント決勝戦〜 【準々決勝】                  | 2005年7月20日  |
| ○    | カラ"ザ・スーパートルク"ムラット         | 5R終了 判定3-0                       | Professional Title Gala                                                           | 2005年6月5日   |
| ○    | 山本"KID"徳郁                            | 3R 0:39 KO（右フック）               | K-1 WORLD MAX 2005 〜世界一決定トーナメント開幕戦〜 【スーパーファイト】          | 2005年5月4日   |
| ○    | ゴーアン・ボーアーウィック               | 5R KO（右フック）                    | Greece and Serbia Fight the World                                                 | 2005年3月12日  |
| ○    | "ヘッドハンター"スタンリー・ナンデックス | 1R KO                                | Kicker vs Boxer                                                                   | 2005年2月20日  |
| ○    | プリンス・ハミッド                       | 3R終了 判定                          | A-1 World Combat Cup Tournament 【決勝】                                          | 2004年11月28日 |
| ○    | グルカン・オズカン                       | 3R終了 判定                          | A-1 World Combat Cup Tournament 【準決勝】                                        | 2004年11月28日 |
| ○    | ピート・スプラット                       | 2R KO                                | A-1 World Combat Cup Tournament 【1回戦】                                         | 2004年11月28日 |
| ○    | 小次郎                                   | 1R 2:21 KO（右フック）               | K-1 WORLD MAX 2004 〜世界王者対抗戦〜                                             | 2004年10月13日 |
| ×    | 小比類巻貴之                             | 3R終了 判定0-3                       | K-1 WORLD MAX 2004 〜世界一決定トーナメント〜 【準々決勝】                        | 2004年7月7日   |
| ○    | HAYATO                                   | 3R終了 判定3-0                       | K-1 WORLD MAX 2004 〜世界一決定トーナメント開幕戦〜 【1回戦】                     | 2004年4月7日   |
| ○    | グルカン・オズカン                       | 12R KO（右フック）                   | No Respect 2                                                                      | 2003年11月30日 |
| ×    | 魔裟斗                                   | 3R終了 判定1-2                       | K-1 WORLD MAX 2003 〜世界一決定トーナメント〜 【1回戦】                           | 2003年7月5日   |
| ○    | ワンロップ・ソー・サーッタパン           | 5R終了 判定                          | Kickboxing Superstar XII                                                          | 2003年5月17日  |
| ○    | アルバート・クラウス                     | 2R 0:16 KO（右フック）               | K-1 WORLD MAX 2003 〜日本代表決定トーナメント〜                                   | 2003年3月1日   |
| ○    | ニックラス・ウィンバーグ                 | 3R KO                                | K-1 No Respect 2003                                                               | 2003年2月18日  |
| ○    | ジャンク・ベヒック                       | 6R KO                                | W.O.K.A. Super Welterweight World Title Fight                                     | 2002年12月8日  |
| ○    | ジョン・ウェイン・パー                   | 3R終了 判定2-0                       | K-1 WORLD MAX OCEANIA 2002 【決勝】                                               | 2002年11月26日 |
| ○    | ジェンク・ベヒック                       | 3R TKO（レフェリーストップ）         | K-1 WORLD MAX OCEANIA 2002 【準決勝】                                             | 2002年11月26日 |
| ○    | ビリー・マムー                           | 2R TKO（タオル投入）                 | K-1 WORLD MAX OCEANIA 2002 【1回戦】                                              | 2002年11月26日 |
| ○    | ハッサン・カスリオイ                     | 6R KO                                | Kickboxing Mania                                                                  | 2002年5月19日  |
| ○    | ペトル・ポラック                         | 1R KO（左フック）                    | "Kings Of The Ring" Italy Thai Boxing Tournament, Final                           | 2002年         |
| ○    | マテイオー・サイアッカ                   | 2R KO（右フック）                    | "Kings Of The Ring" Italy Thai Boxing Tournament, Semi Finals                     | 2002年         |
| ○    | ベーケリ・タウンケラ                     | 1R TKO（レフェリーストップ）         | "Kings Of The Ring" Italy Thai Boxing Tournament, Quarter Finals                  | 2002年         |
| ×    | アレーン・ジャンキフォー                 | 3R TKO（レフェリーストップ：カット） | Le Grand Tournoi                                                                  | 2002年3月2日   |
| ×    | マイク・コープ                           | 1R TKO（レフェリーストップ）         | K-1 Oceania MAX 2001 Quarter Finals 【1回戦】                                     | 2001年11月11日 |
| ○    | シャノン"F-16"フォレスター               | 3R KO                                | W.O.K.A. Super Welterweight World Title Fight                                     | 2001年9月8日   |
| ○    | ポール・シャーイン                       | 1R KO                                | W.O.K.A. Super Welterweight World Title Fight                                     | 2001年9月1日   |
| ○    | クローンサック・レック                   | 8R 1:46 TKO（レフェリーストップ）    | W.O.K.A. Super Welterweight World Title Fight                                     | 2001年4月3日   |
| ○    | バリス・ネジフ                           | 12R 1:46 KO（パンチ）                | K-1 Oceania Star Wars 2000 【WOKA世界スーパーウェルター級王者決定戦】             | 2000年11月19日 |

## 獲得タイトル
- アマチュア
  - Best of the Best 75kg級トーナメント 優勝
  - アマチュアボクシング・ギリシャ王者（1996年）
- プロ
  - ISKAバルカン半島王座（1997年）
  - World Profi欧州ミドル級王座（1998年）
  - WOKA世界ミドル級王座（2000年）
  - K-1 WORLD MAX OCEANIA 2002 優勝（2000年）
  - KOTR世界ミドル級王座（2005年）
  - KOTRイタリア大会 優勝（2003年）
  - A-1 World Combat Cupトーナメント 優勝（2004年11月）
  - WKBF世界スーパーウェルター級王座（2度防衛）
  - 第2代SUPERKOMBATミドル級王座（2013年）